# Märkisch Buchholz
Märkisch Buchholz (letteralmente: «Buchholz della Marca»; fino al 1937 Wendisch Buchholz, letteralmente: «Buchholz veneda»; in lusaziano inferiore Serbski Bukojc; letteralmente: «Bukojc soraba») è una città di 885 abitanti del Land del Brandeburgo, in Germania.

Appartiene al circondario di Dahme-Spreewald ed è parte dell'Amt Schenkenländchen.
Il suo territorio è bagnato dal fiume Dahme, affluente della Sprea.

## Geografia antropica

### Suddivisioni amministrative
Alla città di Märkisch Buchholz appartiene la frazione di Köthen.